# 12625 Koopman
A 12625 Koopman (ideiglenes jelöléssel 9578 P-L) a Naprendszer kisbolygóövében található aszteroida. Cornelis Johannes van Houten,  Ingrid van Houten-Groeneveld és Tom Gehrels fedezte fel 1960. október 17-én.